# Слободские регулярные полки
Слободские регулярные полки — регулярные армейские полки Российской империи, сформированные в 1-й и 2-й половине XVIII века параллельно со слободскими казацкими полками и территориально также дислоцировавшиеся на Слобожанщине (Слободчина, Слободская Украйна):
- Украинский слободской полк (1760-е годы);
- Слободской драгунский полк (с 1732 года);
- Слободской гусарский полк (с 1757 года);
- Чугуевский казачий полк (с 1749 года).

а также регулярные кавалерийские полки, в которые были преобразованы слободские казацкие полки в результате реформы 1765 года:
- Ахтырский;
- Изюмский;
- Острогожский;
- Сумской;
- Харьковский.

Кроме того, во время Наполеоновского нашествия, существовал нерегулярный Харьковский слободской ополченческий полк Александра Первого (создан в 1812 году, расформирован в 1813 году).

## Создание регулярных полков
С 1765 года казацкое устройство Слободчины уничтожается, а казаки переименовываются в войсковых обывателей и облагаются подушной податью. Прежние казацкие полки переформировываются в регулярныеref>Харьков // Энциклопедический словарь Брокгауза и Ефрона : в 86 т. (82 т. и 4 доп.). — СПб., 1890—1907.</ref>. 
После произведённой комиссией ревизии слободских казацких полков они были реформированы в пять территориальных гусарских полков (Ахтырский, Изюмский, Острогожский, Сумской и Харьковский — сформированный в 1757 году регулярный полк был распределён среди этих полков, а сам полк распущен), а казацкое управление заменено гражданским.
Служащие полковники были приняты в гусарские полки на должность подполковниками, те же, кто захотел выйти в отставку, вышли в неё полковниками. Обозные, бывшие в походах получили звание премьер-майоров, те кто не были в походах — секунд-майоров, старшины — капитана и поручика, сотники — поручиками и прапорщиками, соответственно. Те из казачьей полковой старшины, кто захотел перейти на гражданскую службу (за исключением обозных), получили чин титулярного советника. Полковые писари, в зависимости от заслуг, получили должности разных классов и поименованы секретарями.
Казачьи местечки, сёла, деревни и хутора были названы войсковыми селениями а жители таковых (включая города) названы войсковыми обывателями. Манифестом 26 июля 1765 года было подтверждено сохранение части не отменённых ранее привилегий: «свободное владение землями и угодиями, мельницами и рыбными ловлями, винокурением безоброчно, продажа вина и соли и прочих продуктов без пошлинно». Таможни и взимание платы за мосты и переправы были отменены.
Затем, были ещё сформированы Харьковский гарнизонный батальон и гусарский Украинский полк, последний из рослых владельческих крестьян. Казацкая служба слободских полков окончательно прекратилась вместе с исходом первой турецкой войны 1774 года. В 1784 слободские гусарские полки были реформированы в 10 легко-конных полков (в основном гусарских, названия которых преемственны).
Гусарские полки, ведущие свою официальную историю от слободских полков хорошо себя проявили в наполеоновских войнах начала XIX-го века.